# Haliclystus californiensis
Haliclystus californiensis is een neteldier uit de klasse Staurozoa. 
Het dier komt uit het geslacht Haliclystus en behoort tot de familie Lucernariidae. Haliclystus californiensis werd in 2010 voor het eerst wetenschappelijk beschreven door Kahn, Matsumoto, Hirano & Collins.